# Todtenweis

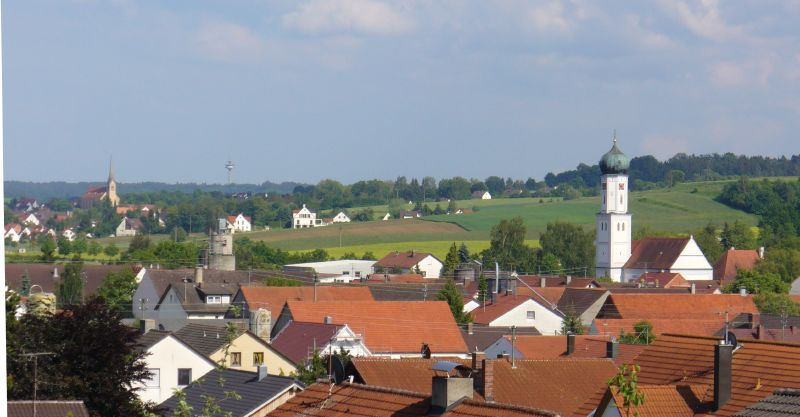
Todtenweis, w tle Aindling

Todtenweis – miejscowość i gmina w Niemczech, w kraju związkowym Bawaria, w rejencji Szwabia, w regionie Augsburg, w powiecie Aichach-Friedberg, wchodzi w skład wspólnoty administracyjnej Aindling. Leży około 15 km na północny zachód od Aichach.

## Polityka
Wójtem gminy jest Thomas Riß z CSU/FW, poprzednio urząd ten obejmował Josef Kodmeir, rada gminy składa się z 12 osób.
|      | CSU/FW | Bürgerwille 2002 | Razem |
| 2008 | 7      | 5                | 12    |
| 2002 | 7      | 5                | 12    |